# عطية علي عمر (عزبة)
عزبة عطيّة علي عمر، عزبة تابعة لقرية شابة، التابعة لمركز دسوق، التابع لمحافظة كفر الشيخ في جمهورية مصر العربية.